# Durfort, Ariège
Durfort är en kommun i departementet Ariège i regionen Occitanien i södra Frankrike. Kommunen ligger  i kantonen Le Fossat som ligger i arrondissementet Pamiers. År 2022 hade Durfort 185 invånare.

## Befolkningsutveckling
Antalet invånare i kommunen Durfort
Referens: INSEE